# Novion-Porcien
Novion-Porcien é uma comuna francesa na região administrativa de Grande Leste, no departamento das Ardenas. Estende-se por uma área de 17,21 km². Em 2010 a comuna tinha 504 habitantes (densidade: 29,3 hab./km²).